# Lsjbot
Lsjbot est un bot de Wikipédia destiné à la création automatique d'articles et développé par Sverker Johansson. Grâce à la création de ce programme, Johansson est considéré par le Wall Street Journal comme « l'auteur le plus prolifique sur la célèbre encyclopédie collaborative en ligne ».

## Histoire

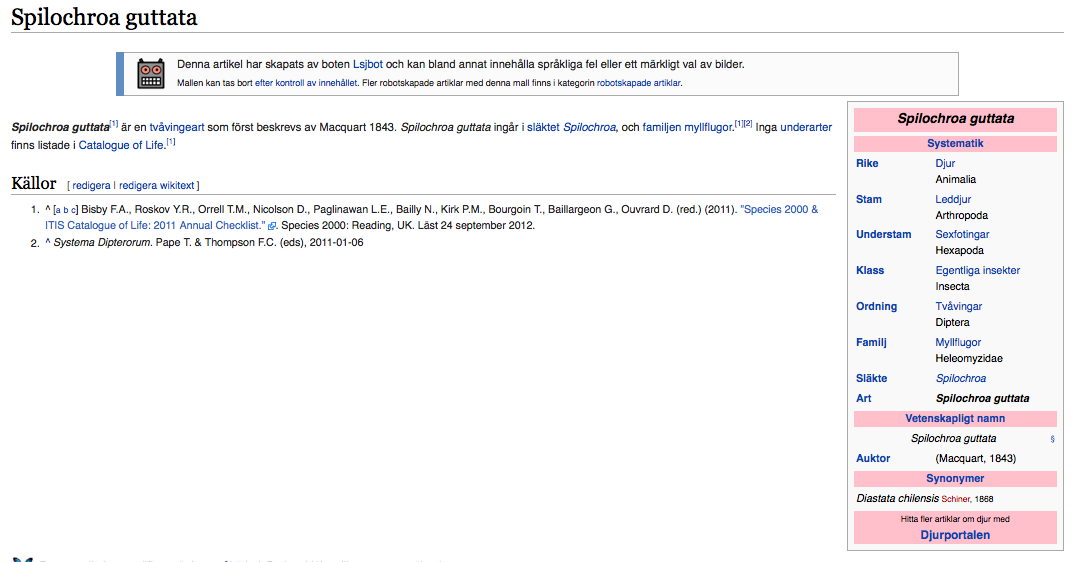
Exemple d'article créé automatiquement par Lsjbot, ici sur l'espèce, sur Wikipédia en suédois.

Le robot Lsjbot est lancé en 2012 par le contributeur suédois Sverker Johansson. Le 15 juin 2013, la version suédoise de Wikipédia devient la huitième version du site à atteindre la barre du million d'articles. Le millionième article est créé par Lsjbot qui atteint à cette date un total de 454 000 articles, soit près de la moitié de la version suédoise de l'encyclopédie,. Selon sa page suédoise, le robot s'applique particulièrement à créer les pages de toutes les créatures vivantes. Ses résultats suscitent des critiques qui reprochent aux ébauches créées de manquer de contenu et d'une touche humaine,,.
Le bot attire l'attention médiatique internationale en juillet 2014, à son apparition dans un article du Wall Street Journal : à cette date, le robot est responsable de la création de 2,7 millions d'articles, un tiers de la version suédoise de l'encyclopédie et deux tiers de la version en cebuano (langue maternelle de l'épouse de Sverker Johansson). Il peut produire 10 000 articles par jour. L'article de presse est largement repris dans d'autres publications,,. Le Sydney Morning Herald compare le robot à Phil Parker, auteur de 85 000 livres, achevés chacun en moins d'une heure par un ordinateur. Plus généralement, Lsjbot est cité pour illustrer la place prise sur Internet par les textes « non humains »,. En janvier 2021, Johansson estime avoir créé neuf millions et demi d'articles au total.
Un des objectifs poursuivis par Johansson avec ce bot est de corriger le déséquilibre d'informations présentes sur internet :
« Males get more coverage than females on Wikipedia; a village in Europe will get more coverage than a major city in China. »
« Il y a davantage de contenu sur Wikipédia sur les hommes que sur les femmes ; un village en Europe aura plus d'informations dans son article qu'une grande ville en Chine. »

## Fonctionnement
Le programme utilise des bases de données publiques pour créer des articles.

## Critiques
Dans The Wall Street Journal, le wikipédien allemand Achim Raschka déclare : « Les écrits du programme ne contiennent que des informations taxinomiques plus ou moins correctes et font l’impasse sur d’autres aspects du sujet traité qui pourraient intéresser davantage le public ». Il dénonce une démarche qui fait primer la quantité sur la qualité. Sverker Johansson a répliqué que si les articles créés par son bot sont courts, ils sont une invitation à être enrichis par des êtres humains.